# 1743
Het jaar 1743 is het 43e jaar in de 18e eeuw volgens de christelijke jaartelling.

## Gebeurtenissen
juni
- juni - Voorafgaand aan de Slag bij Dettingen bereikt de Engelse legerarts John Pringle een akkoord met de Franse bevelhebber, dat geen van beide partijen militaire hospitalen zal aanvallen. De ziekenhuizen zullen beschouwd worden als neutraal terrein en worden door beide kampen in bescherming genomen.

juli
- 13 - Scheepsramp Hollandia op de Scilly-eilanden. 276 doden.

augustus
- 7 - Zweden staat bij de Vrede van Åbo een deel van Zuidoost-Finland af aan Rusland.

november
- 21 - Op de naamdag van de heilige Cecilia wordt in de St. Caeciliavergadering door Pastoor Theodorus Coppers de Broederschap van de Sangers in de Kerck tot Moock opgericht.

december
- 9 - De "Komeet van Klinkenberg-de Chéseaux"wordt

door Dirk Klinkenberg als eerste waargenomen.
De Zwitser Jean-Philippe de Chéseaux
volgt op 13 december.
zonder datum
- Stichting van het champagnehuis Moët et Chandon in Epernay.
- Zeeuwse kolonisten bouwen fort Zeelandia in de monding van de Essequibo.

## Muziek
- In Londen vindt de eerste uitvoering van Georg Friedrich Händels oratorium Samson plaats

## Bouwkunst

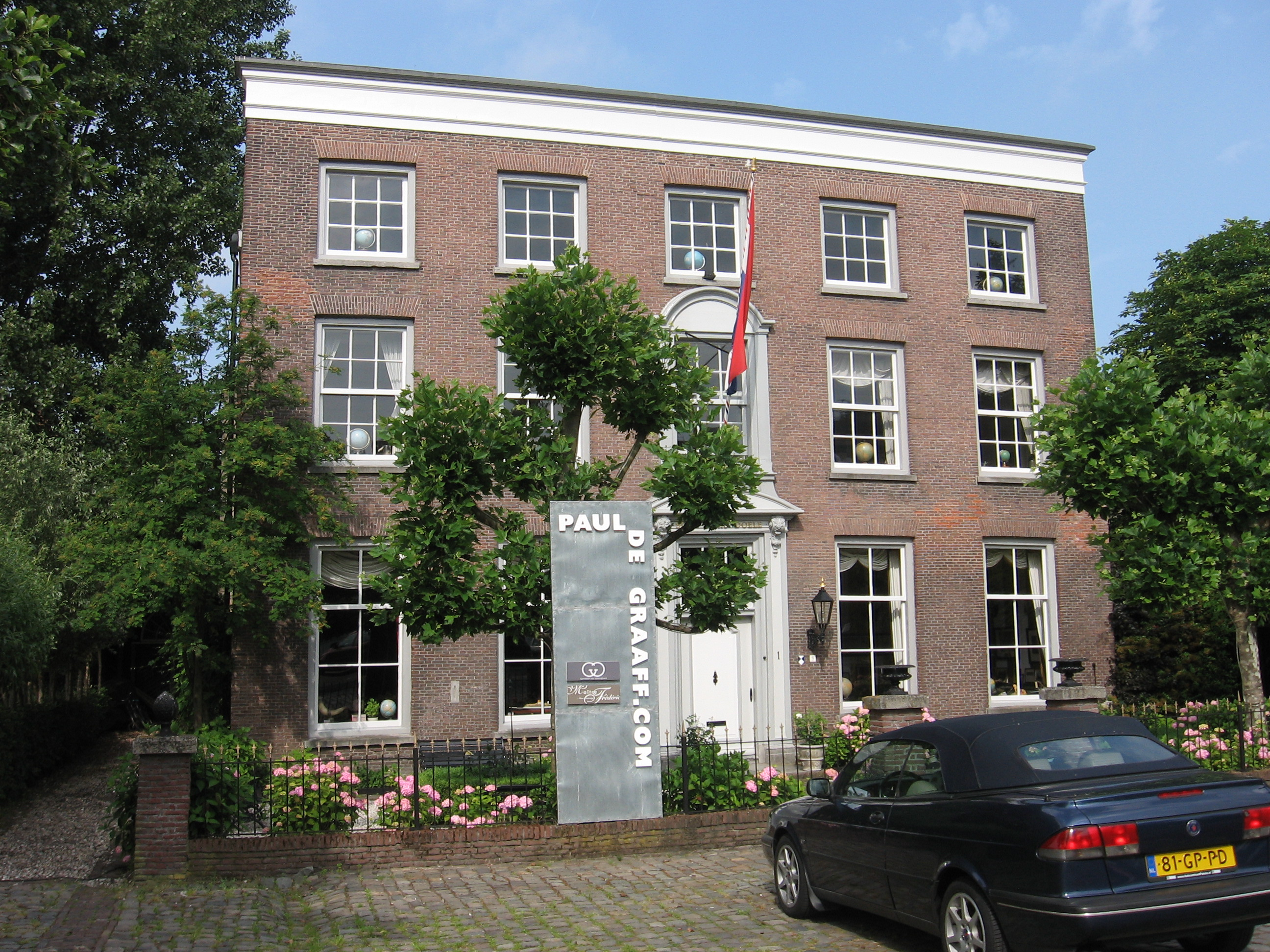
Sint Jorisdoelen Schiedam (1743)

## Geboren
januari
- 18 - Louis-Claude de Saint-Martin, Frans schrijver en filosoof

februari
- 19 - Luigi Boccherini, Italiaans componist en cellist (overleden 1805)
- 28 - Carolina van Oranje-Nassau (overleden 1787)

april
- 13 - Thomas Jefferson, derde president van de Verenigde Staten

mei
- 24 - Jean-Paul Marat, Frans revolutionair

juni
- 20 - Anna Laetitia Barbauld, Engels dichteres, essayiste, recensente en schrijfster van kinderboeken (overleden 1825)

juli
- 14 - Gavrila Derzjavin, Russisch dichter

augustus
- 26 - Antoine Lavoisier, Frans scheikundige

september
- 11 - Nicolai Abraham Abilgaard, Deens schilder en architect
- 17 - Markies de Condorcet, Frans wiskundige, schrijver en politicus
- 29 - Robert Jacob Gordon, Nederlands ontdekkingsreiziger, soldaat, kunstenaar, natuurwetenschapper en taalkundige van Schotse afkomst

oktober
- 2 - Marthe Poulain de la Forestrie, Frans martelares uit adellijke familie, zalig verklaard in 1984 (overleden 1794)
- 5 - Giuseppe Gazzaniga, Italiaans componist

## Overleden
april
- 16 - Cornelis van Bijnkershoek (69), Nederlandse rechtsgeleerde